# Foulness
Foulness Island est une île située sur la côte Est de l'Essex en Angleterre, au nord de l'estuaire de la Tamise.
En 2001, sa population était de 212 habitants, se répartissant dans les localités de Churchend et Courtsend, au nord de l'île. La population n'était plus que de 151 habitants en 2011. Sa superficie est de 23 km2.
L'île a été déclarée site Ramsar en 1996.